# Mark Deutrom
Mark Deutrom es un músico, compositor, escritor y productor estadounidense.

## Primeros años
Mark Deutrom's tuvo su primer compromiso profesional a la edad de 15 cuando tocaba la guitarra en El Paso Community Theater, producción de Jacques Brel is Alive and Well and Living in Paris. Los siguientes años él tocó la guitarra para la producción de Godspell para la misma compañía de teatros. El estudio guitarra clásica con Hector Quine en el Royal College of Music de London el mismo año durante un tiempo breve.
Deutrom fue a estudiar composición al California Institute of the Arts de Valencia, California, y asistió a seminarios con compositores tales como John Cage, Lou Harrison, Morton Feldman, Aaron Copland, y Morton Subotnick.

## Alchemy records
En 1986 Deutrom fue cofundador de Alchemy Records en San Francisco, California. Durante ese tiempo con la etiquera el produjo la grabación de su banda, Clown Alley, así también para las bandas Sacrilege BC, Melvins, RKL, y Neurosis.
En 1989 regresó a San Francisco para producir Ozma de los Melvins que ahora contaban con Lori Black, también integrante de la banda Clown Alley. Deutrom fue el ingeniero de sonido durante la gira europea de Melvins en 1992, por ejemplo durante los festivales de Festivales de Reading y Leeds a petición de los estelares Nirvana.

## Melvins
En 1993 Deutrom se le pidió tocar el bajo en Melvins. Él estuvo en la banda durante 1993 y 1998, tocó y contribuyó en los álbumes Prick, Stoner Witch, Stag, Honky, Alive at the Fucker Club, y en una variedad de ediciones limitadas. Durante ese tiempo en la banda hicieron giras con Nine Inch Nails, Helmet, L7, Lollapalooza, White Zombie, Tool, Kiss, Rush, y Nirvana, de estos últimos incluyendo el último concierto dado en Múnich en 1994..

## Discografía
Como productor:
1. The Rayonics (sencillo de 12")
2. Rhythm Pigs - Rhythm Pics (LP)
3. Melvins - Gluey Porch Treatments (LP, CD)
4. Clown Alley - Circus of Chaos (LP, CD)
5. Sacrilege BC - Party with God (LP)
6. RKL - Rock n Roll Nightmare (LP, CD)
7. Neurosis - Pain of Mind (LP, CD)
8. Melvins - Ozma (LP, CD)
9. Raw Power - Mine to Kill (CD)
10. Raw Power - Too Tough to Burn (CD)
11. Mark D - The Silent Treatment (CD)
12. Tony Scalzo (Fastball) (EP)
13. Woodgrain - The Bronze (LP, CD)

Co-productor:
1. Melvins - Prick
2. Melvins - Stoner Witch
3. Melvins - Prick
4. Melvins - Honky
5. Melvins - Alive at the F*cker Club
6. Melvins - Tora Tora Tora
7. Melvins - Singles 1-12
8. Melvins - Interstellar Overdrive
9. Meat Purveyors - Pain by Numbers
10. Gorch Fock - Thilller